# Compilation of Final Fantasy VII

Il logo della Compilation of Final Fantasy VII

La Compilation of Final Fantasy VII è l'insieme di tutto il materiale (giochi, film, romanzi, OAV) inerente al mondo di Final Fantasy VII.

## Prequel
- Before Crisis: Final Fantasy VII (Mobile)
- Crisis Core: Final Fantasy VII (PSP)
- Last Order: Final Fantasy VII (DVD)

## Ambientati nel periodo di Final Fantasy VII
- Final Fantasy VII (PlayStation, Xbox One, PlayStation Portable, PlayStation 3, PlayStation Vita, PlayStation 4, Nintendo Switch, PC)
- Final Fantasy VII Remake (PlayStation 4, PlayStation 5, PC)
- Final Fantasy VII Rebirth (PlayStation 5, PC)

## Sequel
- On the Way to a Smile (romanzo)
- Final Fantasy VII: Advent Children (DVD, BD)
- Final Fantasy VII: Dirge of Cerberus (PlayStation 2)
- Dirge of Cerberus: Lost Episode - Final Fantasy VII (Mobile)

## Altri
- Final Fantasy VII: Snowboarding (Mobile)
- Chocobo Stallion